# لمنية
اللمنية أو عدس الماء (الاسم العلمي: Lemnaceae) هي فصيلة من النباتات كانت تضم 30 نوعاً في خمسة أجناس. حسب تصنيف نظام المجموعة الثالثة لعلم تطور سلالات مغطاة البذور، هذه الفصيلة لم تعد موجودة وتم تضمين أجناسها في الفصيلة اللوفية (باللاتينية: Araceae).